# Вологий клімат

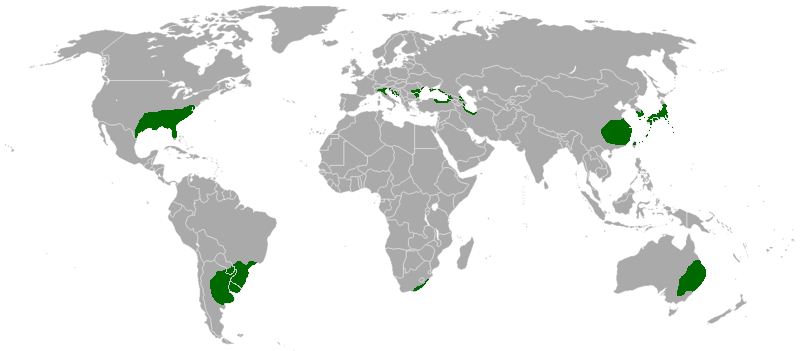
Вологий клімат.

Вологий клімат (гумідний) — клімат з надмірним зволоженням, де кількість опадів за рік перевищує випаровування і проникнення вологи в ґрунт.